# 闍耶僧伽跋摩一世
闍耶僧伽跋摩一世（闍耶僧伽跋摩占語名為Jaya Sinhavarman，又稱釋利闍耶僧伽跋摩一世，王號為Sinhavarmadeva Campapura Parameçvara），占婆第六王朝第二位君主。

## 生平及治國
闍耶僧伽跋摩一世原是占婆第六王朝君主因陀羅跋摩二世王后姊夫釋利闍耶屈醯首羅（Çri Jaya Guheçvara）之子。在因陀羅跋摩二世死後，闍耶僧伽跋摩一世繼承王位。據占婆的的梵文碑誌所載，他定都於因陀羅補羅，以及建像為因陀羅跋摩二世夫婦祈福。
闍耶僧伽跋摩一世死後，第六王朝便被檳榔部落人物訶羅跋摩（Haravarman）建立的第七王朝取而代之。